# Chèlide
Chèlide (in greco antico: Χῆλις?, Chêlis; fl. VI secolo a.C.) è stato un ceramista greco antico attico.

## Biografia
La sua firma di fabbricante è presente su tazze a figure rosse che non recano quella del pittore, e pertanto un gruppo di queste, caratterizzate da uno stesso stile, è convenzionalmente chiamato 'Gruppo del Pittore di Chèlide'.
Chèlide firmò anche una tazza a tecnica mista (a figure rosse e figure nere).

## Opere
- Tazze a figure rosse;
- Tazza a figure rosse e figure nere.